# Cuculins
Els cuculins (Cuculinae) són una subfamília d'ocells dins la família dels cucúlids (Cuculidae). S'estenen per tots els continents. Moltes espècies són migratòries i viatgen milers de quilòmetres, com ara el cucut comú que migra des d'Europa cap al sud, a través del Mar Mediterrani i el desert del Sàhara fins al sud d'Àfrica. Habiten una bona varietat d'hàbitats, des de les zones rurals als boscos, canyars i selves, en funció de la disponibilitat d'aliments i la presència de l'espècie hoste.
Són ocells arboris, sovint solitaris, de grandària molt variable, amb potes curtes, cua llarga i ales llargues i estretes. Tenen un plomatge vistós. S'alimenten d'insectes i especialment erugues i, alguns membres del gènere Eudynamys, també de fruites.
Els Cuculins són  paràsits de posta i ponen llurs ous en els nius d'altres ocells. De vegades afegeixen l'ou als que hi ha a un niu, i altres vegades retiren els que ja hi ha. El període d'incubació és menor que el de l'espècie hoste i llurs pollets creixen a major velocitat. De vegades, les cries d'aquestes espècies maten els seus "germans" llançant-los fora del niu, en altres casos no ho fan, però moren de fam al no poder competir en la lluita per la demanda d'aliments.

## Sistemàtica
Segons la classificació del Congrés Ornitològic Internacional (versió 2.11), aquesta subfamília conté 23 gèneres amb 93 espècies:
- Gènere Rhinortha, amb una espècie: malcoha de Raffles (Rhinortha chlorophaea).
- Gènere Ceuthmochares, amb dues espècies.
- Gènere Taccocua, amb una espècie: malcoha bec de corall (Taccocua leschenaultii).
- Gènere Zanclostomus, amb una espècie: malcoha gorja-roig (Zanclostomus javanicus).
- Gènere Rhamphococcyx, amb una espècie: malcoha de Sulawesi (Rhamphococcyx calyorhynchus).
- Gènere Phaenicophaeus, amb 6 espècies.
- Gènere Dasylophus, amb dues espècies.
- Gènere Clamator, amb 4 espècies.
- Gènere Coccycua, amb tres espècies.
- Gènere Piaya, amb dues espècies.
- Gènere Coccyzus, amb 13 espècies.
- Gènere Pachycoccyx, amb una espècie: cucut cuaample (Pachycoccyx audeberti).
- Gènere Microdynamis, amb una espècie: cucut capnegre (Microdynamis parva).
- Gènere Eudynamys, amb tres espècies.
- Gènere Urodynamis, amb una espècie: cucut koel del Pacífic (Urodynamis taitensis).
- Gènere Scythrops, amb una espècie: cucut tucà (Scythrops novaehollandiae).
- Gènere Chrysococcyx, amb 13 espècies.
- Gènere Cacomantis, amb 10 espècies.
- Gènere Cercococcyx, amb tres espècies.
- Gènere Surniculus, amb 4 espècies.
- Gènere Hierococcyx, amb 8 espècies.
- Gènere Cuculus, amb 11 espècies.
- Gènere Nannococcyx, amb una espècie: cucut de Santa Helena (Nannococcyx psix).